# Ohat-Pusztakócs–Görögszállás-vasútvonal
A Tiszántúlon fekvő MÁV 117. számú Ohat-Pusztakócs–Görögszállás-vasútvonala egyvágányú, nem villamosított villamosított mellékvonala a Tisza bal partja mentén. A vasútvonalon Ohat-Pusztakócs és Tiszalök között a vasúti közszolgáltatási személyszállítás 2009. december 13-án, a 2009/2010. évi menetrendváltással megszűnt.

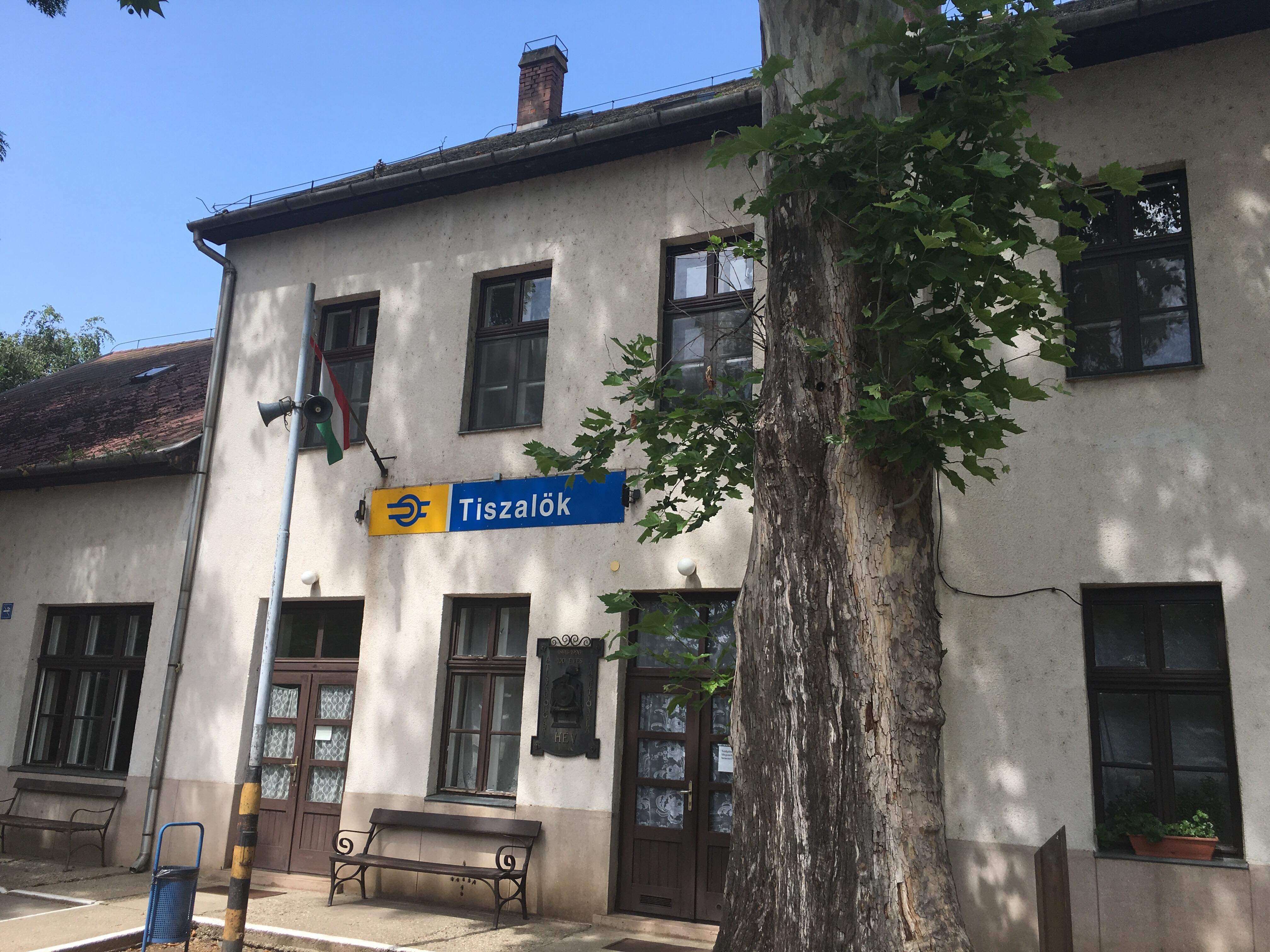
Vasútállomás Tiszalökön

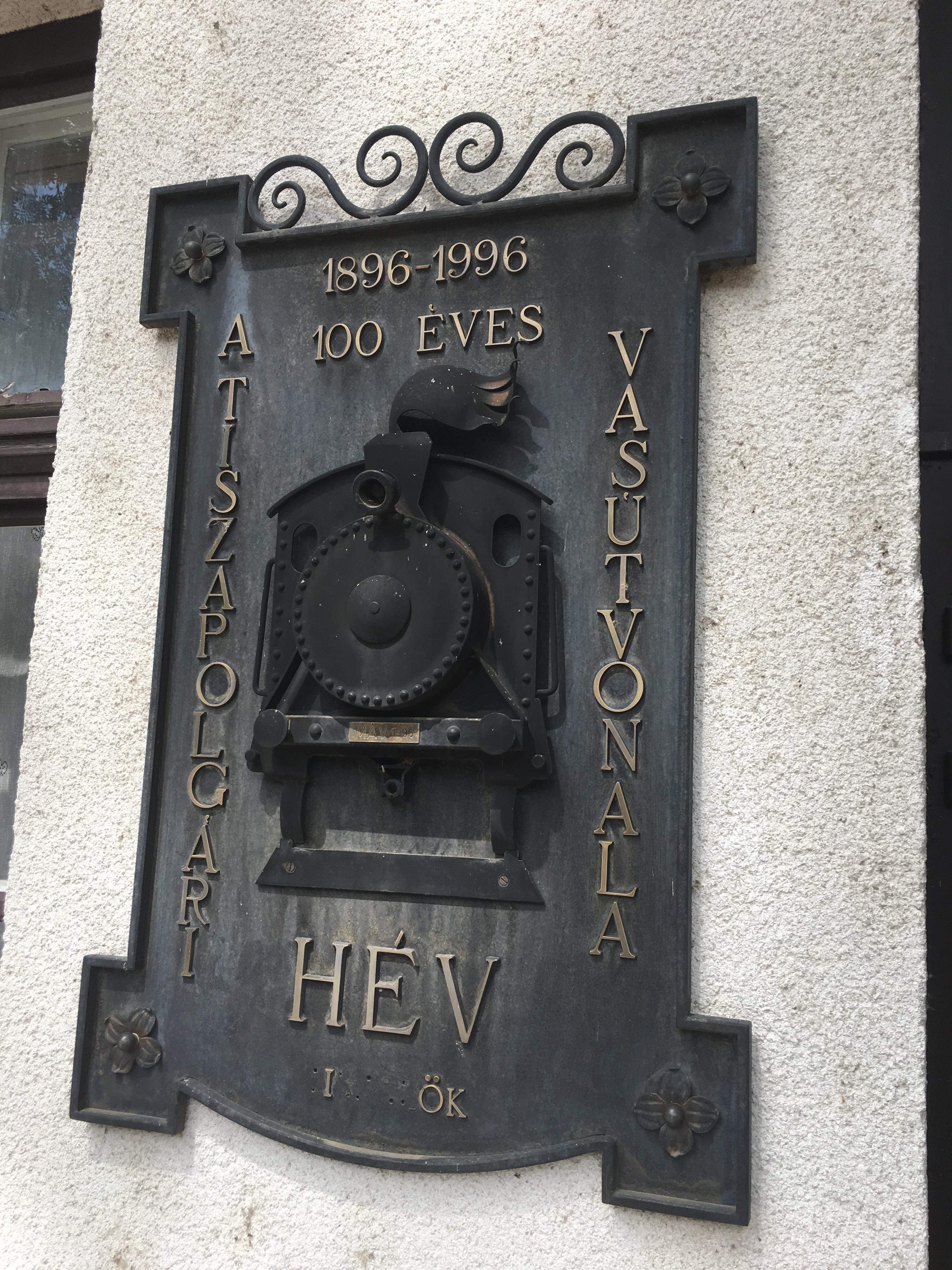
Több, mint 100 éves a tiszalöki vasútvonal

## Történet
A Debrecen-Füzesabony-Ohat-Polgári HÉV társaság által épített Debrecen–Füzesabony-vasútvonalból Ohat-Kócsnál (mai neve Ohat-Pusztakócs) kiágazó, Tiszapolgárig (mai nevén Polgár) tartó szárnyvonalat 1891. augusztus 5-én nyitották meg. A 34,9 km hosszú, síkvidéki jellegű vonal 23,6 kg/fm tömegű, „i” jelű sínekből épült. Ugyanezen napon nyílt meg a társaság másik, Debrecen és Füzesabony közötti vasútvonala.
A Tiszapolgár állomástól Királytelek (mai nevén Görögszállás állomásig) tartó vonalszakaszt már a Tiszapolgár-Nyíregyháza HÉV társaság építette meg. Az előzőhöz hasonló vonalvezetésű és felépítményű vasútvonalat 1896. október 26-án adták át.
A Debrecen-Füzesabony-Ohat-Polgári HÉV társaság tiszapolgári, a MÁV királyteleki állomásait a csatlakozó vasútvonal miatt kibővítették.

## Felépítmény
Görögszállás és Tiszalök közötti szakasz felépítménye 54 kg/fm sínrendszerű, hézagnélküli, vasbetonaljas, zúzottkő ágyazatú. Tiszalök és Ohat-Pusztakócs között a vágányzat jelentős részben elavult és egyben rendkívül vegyes sínrendszerű. A pályában „c”, „I”, 48 és 54 rendszerű sínszál egyaránt megtalálható. Szintén vegyes összetételű az alátámasztás is, a sínek talpfákra és különféle típusú betonaljakra kerültek leerősítésre. Az utóbbi szakaszon az elmúlt 30 évben átfogó felújítás nem történt.